# دانيال جونسون (سياسي)
دانيال جونسون (بالإنجليزية: Daniel Johnson)‏ هو سياسي أمريكي، ولد في 2 يناير 1790، وتوفي في 26 فبراير 1875. حزبياً، نشط في الحزب الديمقراطي. وقد انتخب عضو جمعية ولاية نيويورك وانتخب عضو مجلس ولاية نيويورك.